# Daniel Pavlović
Daniel Pavlović (Rorschach, 22 de abril de 1988) é um futebolista profissional bósnio-suiço que atua como defensor.

## Carreira
Daniel Pavlović começou a carreira no Freiburg.